# Peter Christopherson
Peter Martin „Sleazy” Christopherson (ur. 27 lutego 1955 w Leeds, zm. 25 listopada 2010 w Bangkoku) – brytyjski muzyk, reżyser teledysków, grafik, fotograf, projektant, artysta wideo, producent i współzałożyciel m.in. Throbbing Gristle, Coil i Psychic TV.
W latach 70. założył wraz z Genesisem P-Orridgem industrialną formację Throbbing Gristle. W 1981 roku wspólnie z Geoffreyem Rushtonem powołał do życia Psychic TV. W 1982 roku z Johnem Goslingiem i Johnem Balance tworzył trio Zos Kia. Jednak największe uznanie przyniosła mu współpraca z Johnem Balancem w projekcie Coil. Od roku 1983, przez 23 lata, tworzył jako muzyk Coil, aż do rozwiązania grupy po tragicznej śmierci Balance’a.
Po śmierci Balancea w listopadzie 2004 i rozwiązaniu Coil, Christopherson przeprowadził się do Tajlandii, gdzie nagrywał jako The Threshold HouseBoys Choir, brał też udział w reaktywacji Throbbing Gristle. Wraz z Ivanem Pavlovem z CoH prowadził również elektroniczny projekt muzyczny SoiSong zapoczątkowany w roku 2008.
Zmarł we śnie 25 listopada 2010 roku w swoim domu w Bangkoku w Tajlandii w wieku 55 lat. W tym czasie pracował nad płytą Nico Desertshore) i realizacją albumu Throbbing Gristle.

## Reżyser
Peter Christopherson wyreżyserował następujące teledyski:
- 10cc – (track unknown)
- 3 lb. Thrill – „Something Will Come”
- Barry Gibb – „Now Voyager” (long form made-for-television music film)
- Bjorn Again – „A Little Respect”
- Coil – „The Wheel”, „Tainted Love”, „Windowpane”, „The Snow (Answers Come In Dreams II)”, „Love's Secret Domain”
- Diamanda Galás – „Double Barrel Prayer”
- Erasure – „Chains of Love”, „A Little Respect”, „Stop”
- Front 242 – „Rhythm of Time”
- Gavin Friday – „Falling off the Edge of the World”
- Gemini – „Another You Another Me”
- Hanson – „I Will Come to You”
- Jah Wobble – „Becoming More Like God”
- Jerry Cantrell – „Cut You In”
- K’s Choice – „Not an Addict” (live version), „Everything for Free”
- Magnum – (track unknown)
- Marc Almond – „Waifs and Strays”, „Tainted Love '91”, „Say Hello Wave Goodbye '91”
- Ministry – „N.W.O.”, „Just One Fix”, „Over the Shoulder”
- Nine Inch Nails – The Broken Movie, „Wish”, „March of the Pigs”
- Nona Hendryx – (track unknown)
- Paul McCartney – „Going Home (From Rio to Liverpool)”
- Rage Against the Machine – „Freedom”, „Killing in the Name”, „Bombtrack”, „Bulls on Parade”, „People of the Sun”
- Robert Plant – „Tall Cool One”
- Rollins Band – „Illumination”
- Senser – „Age of Panic”
- Sepultura – „Refuse/Resist”
- Silverchair – „Pure Massacre”
- Stabbing Westward – „Lies”
- The Crystal Method – „Comin' Back”
- The Firm – „Radioactive”, „All The King’s Horses”, „Satisfaction Guaranteed”
- The Law – „We Are the Law”
- The The – „Infected”, „The Mercy Beat”, „Heartland”
- The Threshold HouseBoys Choir – „Mahil Athal Nadrach”, „So Young It Known No Maturing” i do innych utworów z płyty Form Goes Rampant.
- The Wildhearts – „Suckerpunch”
- Van Halen – „Don't Tell Me”, „Can't Stop Lovin' You”
- Yes – „Owner of a Lonely Heart"